# Куркамис
Курками́с (каз. Құрқамыс) — село у складі Щербактинського району Павлодарської області Казахстану. Входить до складу Александровського сільського округу.
Населення — 141 особа (2021; 244 у 2009, 350 у 1999, 428 у 1989).
Національний склад станом на 1989 рік:
- росіяни — 71 %